# Lanthanusa richardi
Lanthanusa richardi is een libellensoort uit de familie van de korenbouten (Libellulidae), onderorde echte libellen (Anisoptera).
De wetenschappelijke naam Lanthanusa richardi is voor het eerst geldig gepubliceerd in 1942 door Lieftinck.